# Ничего, кроме правды (фильм, 2008)
«Ничего, кроме правды» (англ. Nothing But the Truth) — политическая драма 2008 года, снятая режиссёром Родом Лури с Кейт Бекинсейл в главной роли.

## Сюжет
После покушения на президента правительство США возлагает ответственность на Венесуэлу и осуществляет авиаудар по Каракасу. Через некоторое время в руки известной журналистки Рэйчел Армстронг (Кейт Бекинсейл) попадает секретный отчёт, из которого следует, что никаких доказательств связи покушения с Венесуэлой не существует. Сенсационная статья Рэйчел привлекает внимание общественности в первую очередь к автору отчёта — секретному агенту Эрике Ван Дорен (Вера Фармига). Однако власть озабочена другим: кто раскрыл агента ЦРУ? Кто допустил утечку информации? С целью узнать имя «предателя» появляется специальный прокурор Паттон Дюбуа (Мэтт Диллон), угрожающий Рэйчел привлечением к суду за отказ выдать имя источника «в интересах национальной безопасности». Однако журналистка не собирается сдаваться и намерена стоять на своём до конца.

## В ролях
- Кейт Бекинсейл — Рэйчел Армстронг
- Мэтт Диллон — специальный прокурор Паттон Дюбуа
- Анджела Бассетт — Бонни Бенджамин
- Алан Алда — адвокат Алан Бэрнсайд
- Вера Фармига — Эрика Ван Дорен
- Дэвид Швиммер — Рэй Армстронг
- Ноа Уайли — Эврил Ааронсон
- Флойд Абрамс — судья Холл
- Престон Бэйли — Тимми Армстронг